# スクール・オブ・フィルム
スクール・オブ・フィルムとは、ムービープラスで、2007年4月2日から2008年12月まで放送していた映画紹介番組である。

## 特徴
学校の教室を舞台に、主任教授に扮した勝村政信が生徒（視聴者）にさまざまな視点でその月に放送される映画の見所などを紹介する。

## 放送時間
- 本講座（15分）
  - 本放送：第1月曜 20:45～21:00
- ミニ講座（5分）

## スタッフ
- プロデューサー：下口努、足利倫子
- 演出：寺田恵理
- 構成：小林偉